# Baro Bluek
Baro Bluek is een bestuurslaag in het regentschap Pidie van de provincie Atjeh, Indonesië. Baro Bluek telt 201 inwoners (volkstelling 2010).